# 1984年ロサンゼルスオリンピックのサッカー競技
1984年ロサンゼルスオリンピックのサッカー競技（1984ねんロサンゼルスオリンピックのサッカーきょうぎ）は、7月29日に開幕、8月11日に決勝が行われフランスが金メダルを獲得した。
この大会は国際オリンピック委員会 (IOC)がオリンピックのサッカー競技において初めてプロフェッショナルプレーヤーの参加を認めた大会となった。

## 概要
前回大会となるモスクワ大会では、ソビエト連邦のアフガニスタン侵攻に抗議して西側諸国のボイコットが相次いだが、迎えたロサンゼルス大会では、その報復措置として逆に東側諸国が大会をボイコットした。
サッカー競技では、前回優勝のチェコスロバキア、銀メダルの東ドイツ、銅メダルのソビエト連邦がボイコット。代わって西ドイツ、イタリア、ノルウェーがエントリした。
また、この大会からIOCはオリンピックのサッカー競技においてプロフェッショナルプレーヤーが出場することを認めた(五輪憲章のアマチュア条項は、このロサンゼルス大会より10年前の1974年の第75回IOC総会で、削除されていた)。これは当時のオリンピックにおけるプロ解禁と言う潮流の一環であったが、これは国際オリンピック委員会(IOC)と国際サッカー連盟(FIFA)の間に新しい対立を引き起こした。すなわち、集客性に富んだサッカーの充実を図りたいIOC(プロ解禁したのでA代表を五輪に出すよう要請)とワールドカップ(W杯)と言う大会の威厳とプレミアを守りたいFIFA(年齢制限のない最強の代表A代表を五輪に出せばW杯の意味が無くなる)の利害の対立である。最終的に、ロサンゼルス大会ではモスクワ大会と同様に、W杯予選もしくはW杯本大会に出場した欧州と南米の選手は、五輪に出場できないことにした。この大会に参加した有名選手としては、ドゥンガ、マウロ・ガウボン（以上ブラジル）、ギド・ブッフバルト、アンドレアス・ブレーメ、ウーベ・バイン（以上西ドイツ）、ロジェ・ミラ（カメルーン）、フランコ・バレージ、ダニエレ・マッサーロ、アルド・セレナ（以上イタリア）、等がいる。
この大会の優勝はフランスで、これは1948年のロンドン大会以来、8大会36年ぶりとなる東欧諸国以外からの優勝国の出現となった。準優勝はブラジルと第2次世界大戦後の東側諸国優位の勢力図を覆した。
東側諸国のボイコットにより、これらの国のステート・アマの選手が出場できなかった事と、西ヨーロッパ、南米のチームにはプロの選手が加わった事で、オリンピックのサッカー競技の勢力図に大きな変化がもたらされたのだった。

## 大会方式
参加国の交代はあったものの、参加国数自体は変化しなかったため、参加16各国を4つのグループに分けてグループリーグを行い、上位2カ国がトーナメントに進出するという方式がとられた。

## 参加国
| - アフリカ (CAF) - カメルーン - エジプト - モロッコ · - アジア (AFC) - イラク - サウジアラビア - カタール · - 北中米カリブ海 (CONCACAF) - カナダ - コスタリカ | - 南米 (CONMEBOL) - ブラジル - チリ · - ヨーロッパ (UEFA) - フランス - 西ドイツ ( ソビエト連邦がボイコットしたため) - イタリア ( チェコスロバキアがボイコットしたため) - ノルウェー ( 東ドイツがボイコットしたため) - ユーゴスラビア · - 開催国 - アメリカ合衆国 |

## 会場
試合は4都市・4つのスタジアムで実施された。
| ローズボウル           | スタンフォード・スタジアム |
| 収容人数: 103,300人    | 収容人数: 85,500人         |
| ローズボウル           | スタンフォード・スタジアム |
| ボストン               | アナポリス                 |
| ハーバード・スタジアム | 海軍・海兵隊記念スタジアム |
| 収容人数: 30,323人     | 収容人数: 34,000人         |
| ハーバード・スタジアム | 海軍・海兵隊記念スタジアム |

## 試合結果
※開始時刻は、パサデナおよびスタンフォードについては太平洋夏時間 (UTC-7)。ボストンおよびアナポリスについては東部夏時間 (UTC-4)。

### グループリーグ
各組上位2カ国が準々決勝に進出できる。

#### グループA
| チーム     | 試 | 勝 | 分 | 敗 | 得 | 失 | 差 | 点 |
| ---------- | -- | -- | -- | -- | -- | -- | -- | -- |
| フランス   | 3  | 1  | 2  | 0  | 5  | 4  | +1 | 4  |
| チリ       | 3  | 1  | 2  | 0  | 2  | 1  | +1 | 4  |
| ノルウェー | 3  | 1  | 1  | 1  | 3  | 2  | +1 | 3  |
| カタール   | 3  | 0  | 1  | 2  | 2  | 5  | −3 | 1  |

| #01 | 1984年7月29日 19:30 |

| ノルウェー | 0 - 0    | チリ |
|            | レポート |      |

| ハーバード・スタジアム（ボストン） 観客数: 25,000人 主審: デヴィッド・ソチャ |

| #02 | 1984年7月29日 19:30 |

| フランス                          | 2 - 2    | カタール                      |
| ガランド 43分 · クシュエルブ 61分 | レポート | アル＝ムハンナディ 55分, 60分 |

| 海軍・海兵隊記念スタジアム（アナポリス） 観客数: 29,240人 主審: ロムアウド・アルピ・フィリョ |

| #09 | 1984年7月31日 19:00 |

| ノルウェー      | 1 - 2    | フランス             |
| アールセン 33分 | レポート | ブリッソン 5分, 56分 |

| ハーバード・スタジアム（ボストン） 観客数: 27,832人 主審: フォルカー・ロート |

| #10 | 1984年7月31日 19:00 |

| チリ        | 1 - 0    | カタール |
| バエサ 52分 | レポート |          |

| 海軍・海兵隊記念スタジアム（アナポリス） 観客数: 14,508人 主審: ルイス・パウリノ・シレス |

| #17 | 1984年8月2日 19:00 |

| カタール | 0 - 1    | ノルウェー            |
|          | レポート | ヴァーダル 21分, 52分 |

| ハーバード・スタジアム（ボストン） 観客数: 17,529人 主審: ベスター・カロンボ |

| #18 | 1984年8月2日 19:00 |

| チリ           | 1 - 1    | フランス    |
| サンティス 9分 | レポート | ルムー 50分 |

| 海軍・海兵隊記念スタジアム（アナポリス） 観客数: 28,114人 主審: ヤン・ケイゼル |

#### グループB
| チーム         | 試 | 勝 | 分 | 敗 | 得 | 失 | 差 | 点 |
| -------------- | -- | -- | -- | -- | -- | -- | -- | -- |
| ユーゴスラビア | 3  | 3  | 0  | 0  | 7  | 3  | +4 | 6  |
| カナダ         | 3  | 1  | 2  | 0  | 2  | 1  | +1 | 4  |
| カメルーン     | 3  | 1  | 1  | 1  | 3  | 2  | +1 | 3  |
| イラク         | 3  | 0  | 1  | 2  | 2  | 5  | −3 | 1  |

| #05 | 1984年7月30日 19:30 |

| カナダ      | 1 - 1    | イラク        |
| グレイ 70分 | レポート | サイード 83分 |

| ハーバード・スタジアム（ボストン） 観客数: 16,730人 主審: ヘスス・ディアス |

| #06 | 1984年7月30日 19:30 |

| ユーゴスラビア                            | 2 - 1    | カメルーン |
| ニコリッチ 39分 · ツヴェトコヴィッチ 70分 | レポート | ミラ 32分  |

| 海軍・海兵隊記念スタジアム（アナポリス） 観客数: 15,010人 主審: ヤン・ケイゼル |

| #13 | 1984年8月1日 19:00 |

| カメルーン   | 1 - 0    | イラク |
| バオケン 7分 | レポート |        |

| ハーバード・スタジアム（ボストン） 観客数: 20,000人 主審: デヴィッド・ソチャ |

| #14 | 1984年8月1日 19:00 |

| ユーゴスラビア  | 1 - 0    | カナダ |
| ニコリッチ 76分 | レポート |        |

| 海軍・海兵隊記念スタジアム（アナポリス） 観客数: 20,000人 主審: モハメド・ホサメルディン |

| #21 | 1984年8月3日 19:00 |

| カメルーン    | 1 - 3    | カナダ                                    |
| ムフェデ 76分 | レポート | ミッチェル 43分, 82分 · ヴラブリック 72分 |

| ハーバード・スタジアム（ボストン） 観客数: 27,621人 主審: エンツォ・バルバレスコ |

| #22 | 1984年8月3日 19:00 |

| イラク                      | 2 - 4    | ユーゴスラビア                                  |
| サイード 17分 · シバブ 43分 | レポート | デヴェリッチ 55分, 76分, 87分 · ニコリッチ 86分 |

| 海軍・海兵隊記念スタジアム（アナポリス） 観客数: 24.430 主審: 佐野敏一 |

#### グループC
| チーム         | 試 | 勝 | 分 | 敗 | 得 | 失 | 差 | 点 |
| -------------- | -- | -- | -- | -- | -- | -- | -- | -- |
| ブラジル       | 3  | 3  | 0  | 0  | 6  | 1  | +5 | 6  |
| 西ドイツ       | 3  | 2  | 0  | 1  | 8  | 1  | +7 | 4  |
| モロッコ       | 3  | 1  | 0  | 2  | 1  | 4  | −3 | 2  |
| サウジアラビア | 3  | 0  | 0  | 3  | 1  | 10 | −9 | 0  |

| #07 | 1984年7月30日 19:30 |

| 西ドイツ                    | 2 - 0    | モロッコ |
| ラーン 43分 · ブレーメ 52分 | レポート |          |

| スタンフォード・スタジアム（スタンフォード） 観客数: 23,228人 主審: トニー・エヴァンゲリスタ) |

| #08 | 1984年7月30日 19:30 |

| ブラジル                                                      | 3 - 1    | サウジアラビア    |
| ジウマール・ポポカ 12分 · シウヴィーニョ 50分 · ドゥンガ 59分 | レポート | アブドゥラー 69分 |

| ローズボウル（パサデナ） 観客数: 40,799人 主審: ブライアン・マッギンレー |

| #15 | 1984年8月1日 19:00 |

| 西ドイツ | 0 - 1    | ブラジル                |
|          | レポート | ジウマール・ポポカ 86分 |

| スタンフォード・スタジアム（スタンフォード） 観客数: 75,239人 主審: 車敬福 |

| #16 | 1984年8月1日 19:00 |

| モロッコ    | 1 - 0    | サウジアラビア |
| メリー 72分 | レポート |                |

| ローズボウル（パサデナ） 観客数: 36,909人 主審: エドヴァルド・ソスタリッチ |

| #23 | 1984年8月3日 19:00 |

| サウジアラビア | 0 - 6    | 西ドイツ                                                             |
|                | レポート | シュライアー 8分, 66分 · ボマー 22分, 72分 · ラーン 24分 · ミル 32分 |

| スタンフォード・スタジアム（スタンフォード） 観客数: 26,242人 主審: ヨアン・イグナ |

| #24 | 1984年8月3日 19:00 |

| モロッコ | 0 - 2    | ブラジル                  |
|          | レポート | ドゥンガ 64分 · キタ 70分 |

| ローズボウル（パサデナ） 観客数: 49,355人 主審: ビクトリアノ・サンチェス・アルミニオ |

#### グループD
| チーム         | 試 | 勝 | 分 | 敗 | 得 | 失 | 差 | 点 |
| -------------- | -- | -- | -- | -- | -- | -- | -- | -- |
| イタリア       | 3  | 2  | 0  | 1  | 2  | 1  | +1 | 4  |
| エジプト       | 3  | 1  | 1  | 1  | 5  | 3  | +2 | 3  |
| アメリカ合衆国 | 3  | 1  | 1  | 1  | 4  | 2  | +2 | 3  |
| コスタリカ     | 3  | 1  | 0  | 2  | 2  | 7  | −5 | 2  |

| #03 | 1984年7月29日 19:30 |

| アメリカ合衆国                            | 3 - 0    | コスタリカ |
| デイヴィス 23分, 86分 · ウィルリッチ 35分 | レポート |            |

| スタンフォード・スタジアム（スタンフォード） 観客数: 78,000人 主審: ジョエル・キニウ |

| #04 | 1984年7月29日 19:30 |

| イタリア      | 1 - 0    | エジプト |
| セレーナ 63分 | レポート |          |

| ローズボウル（パサデナ） 観客数: 37,430人 主審: ガストン・カストロ |

| #11 | 1984年7月31日 19:30 |

| エジプト                                                            | 4 - 1    | コスタリカ    |
| ハタビ 32分 · アブドゥルガニー 35分 · ソリマン 62分 · ガダラー 71分 | レポート | コロナド 87分 |

| スタンフォード・スタジアム（スタンフォード） 観客数: 20,645人 主審: アントニオ・マルケス・ラミレス |

| #12 | 1984年7月31日 19:30 |

| イタリア      | 1 - 0    | アメリカ合衆国 |
| バレージ 58分 | レポート |                |

| ローズボウル（パサデナ） 観客数: 63,624人 主審: アブドゥル・アジズ・アル＝サルミ |

| #19 | 1984年8月2日 19:00 |

| エジプト      | 1 - 1    | アメリカ合衆国 |
| ソリマン 27分 | レポート | トムソン 8分   |

| スタンフォード・スタジアム（スタンフォード） 観客数: 54,973人 主審: ホルヘ・エドゥアルド・ロメロ |

| #20 | 1984年8月2日 19:00 |

| コスタリカ    | 1 - 0    | イタリア |
| リベルス 33分 | レポート |          |

| ローズボウル（パサデナ） 観客数: 41,291人 主審: ゲブレイスス・テスファイエ |

### 決勝トーナメント
|  | 準々決勝                | 準々決勝                |                    |       | 準決勝    | 準決勝    |  |  | 決勝 | 決勝 |
|  |                         |                         |                    |       |           |           |  |  |      |      |
|  | 8月5日 - パサデナ       |                         |                    |       |           |           |  |  |      |      |
|  |                         |                         |                    |       |           |           |  |  |      |      |
|  | フランス                | 2                       |                    |       |           |           |  |  |      |      |
|  | フランス                | 2                       | 8月8日 - パサデナ  |       |           |           |  |  |      |      |
|  | エジプト                | 0                       |                    |       |           |           |  |  |      |      |
|  | エジプト                | 0                       | フランス (AET)     | 4     |           |           |  |  |      |      |
|  | 8月6日 - パサデナ       |                         | フランス (AET)     | 4     |           |           |  |  |      |      |
|  |                         | ユーゴスラビア          | 2                  |       |           |           |  |  |      |      |
|  | ユーゴスラビア          | ユーゴスラビア          | 2                  | 5     |           |           |  |  |      |      |
|  | ユーゴスラビア          |                         | 8月11日 - パサデナ | 5     |           |           |  |  |      |      |
|  | 西ドイツ                | 2                       |                    |       |           |           |  |  |      |      |
|  | 西ドイツ                | 2                       | フランス           | 2     |           |           |  |  |      |      |
|  | 8月5日 - スタンフォード |                         | フランス           | 2     |           |           |  |  |      |      |
|  |                         | ブラジル                | 0                  |       |           |           |  |  |      |      |
|  | イタリア (AET)          | ブラジル                | 0                  | 1     |           |           |  |  |      |      |
|  | イタリア (AET)          | 8月8日 - スタンフォード |                    | 1     |           |           |  |  |      |      |
|  | チリ                    | 0                       |                    |       |           |           |  |  |      |      |
|  | チリ                    | 0                       | イタリア           | 1     |           |           |  |  |      |      |
|  | 8月6日 - スタンフォード |                         | イタリア           | 1     |           |           |  |  |      |      |
|  |                         | ブラジル (AET)          | 2                  |       | 3位決定戦 | 3位決定戦 |  |  |      |      |
|  | ブラジル (PK)           | ブラジル (AET)          | 2                  | 1 (4) | 3位決定戦 | 3位決定戦 |  |  |      |      |
|  | ブラジル (PK)           |                         | 8月10日 - パサデナ | 1 (4) |           |           |  |  |      |      |
|  | カナダ                  | 1 (2)                   |                    |       |           |           |  |  |      |      |
|  | カナダ                  | 1 (2)                   | ユーゴスラビア     | 2     |           |           |  |  |      |      |
|  |                         |                         |                    |       |           |           |  |  |      |      |
|  | イタリア                | 1                       |                    |       |           |           |  |  |      |      |
|  | イタリア                | 1                       |                    |       |           |           |  |  |      |      |

#### 準々決勝
| #25 | 1984年8月5日 15:00 |

| イタリア          | 1 - 0 (延長戦) | チリ |
| ヴィニョーラ 95分 | レポート       |      |

| スタンフォード・スタジアム（スタンフォード） 観客数: 67,349人 主審: ブライアン・マッギンレー |

| #26 | 1984年8月5日 19:00 |

| フランス                | 2 - 0    | エジプト |
| クシュエルブ 29分, 52分 | レポート |          |

| ローズボウル（パサデナ） 観客数: 66,228人 主審: 車敬福 |

| #27 | 1984年8月6日 17:00 |

| ブラジル                                            | 1 - 1 (延長戦) | カナダ                                |
| ジウマール・ポポカ 72分                             | レポート       | ミッチェル 58分                       |
|                                                     | PK戦           |                                       |
| ジウマール・ポポカ キタ アデミール アンドレ・ルイス | 4 - 2          | ウィルソン ミッチェル ブリッジ グレイ |

| スタンフォード・スタジアム（スタンフォード） 観客数: 36,150人 主審: ルイス・パウリノ・シレス |

| #28 | 1984年8月6日 19:00 |

| ユーゴスラビア                                                                   | 5 - 2    | 西ドイツ                           |
| ツヴェトコヴィッチ 21分, 58分, 70分 · ラダノヴィッチ 27分 · グラチャン 46分 (PK) | レポート | ボマー 1分 · ボッケンフェルト 28分 |

| ローズボウル（パサデナ） 観客数: 58,439人 主審: ホルヘ・エドゥアルド・ロメロ |

#### 準決勝
| #29 | 1984年8月8日 18:15 |

| フランス                                                          | 4 - 2 (延長戦) | ユーゴスラビア                              |
| ビジョタ 7分 · ジャノル 15分 · ラコンブ 96分 · クシュエルブ 119分 | レポート       | ツヴェトコヴィッチ 63分 · デヴェリッチ 74分 |

| ローズボウル（パサデナ） 観客数: 97,451人 主審: アントニオ・マルケス・ラミレス |

| #30 | 1984年8月8日 20:30 |

| イタリア      | 1 - 2 (延長戦) | ブラジル                                |
| ファンナ 62分 | レポート       | ジウマール・ポポカ 53分 · ロナウド 95分 |

| スタンフォード・スタジアム（スタンフォード） 観客数: 83,642人 主審: デヴィッド・ソチャ |

#### 3位決定戦
| #31 | 8月10日 19:00 |

| ユーゴスラビア                    | 2 - 1    | イタリア               |
| バリッチ 59分 · デヴェリッチ 81分 | レポート | ヴィニョーラ 27分 (PK) |

| ローズボウル（パサデナ） 観客数: 100,374人 主審: ブライアン・マッギンレー |

#### 決勝
| #32 | 8月11日 19:00 |

| フランス                            | 2 - 0    | ブラジル |
| ブリッソン 55分 · クシュエルブ 60分 | レポート |          |

| ローズボウル, パサデナ 観客数: 101,799人 主審: ヤン・ケイゼル |

## 最終結果
| 順位 | 国・地域       |
| ---- | -------------- |
| 1    | フランス       |
| 2    | ブラジル       |
| 3    | ユーゴスラビア |
| 4    | イタリア       |

## 各国メダル数
| 順 | 国・地域       | 金 | 銀 | 銅 | 計 |
| -- | -------------- | -- | -- | -- | -- |
| 1  | フランス       | 1  | 0  | 0  | 1  |
| 2  | ブラジル       | 0  | 1  | 0  | 1  |
| 3  | ユーゴスラビア | 0  | 0  | 1  | 1  |